# Liga pro židovsko-arabské sblížení a spolupráci
Liga pro židovsko-arabské sblížení a spolupráci (anglicky: League for Jewish-Arab Rapprochement and Cooperation) bylo židovské hnutí v mandátní Palestině zaměřené na židovsko-arabskou spolupráci a orientované na  dvounárodnostní řešení, tedy vizi trvalé existence arabsko-židovského, etnicky smíšeného státu.
Bylo založeno na počátku druhé světové války. Sešli se v něm bývalí členové podobně orientovaných skupin jako Brit šalom, Kidma mizracha nebo někteří předáci hnutí ha-Šomer ha-ca'ir a levé frakce Poalej Cijon. Přidali se i někteří jednotlivci ze strany Nová alija či ze strany Mapaj. V březnu 1939 tato nová platforma publikovala sborník nazvaný al-Parašat dar kenu. Přispěl do něj mimo jiné filozof Martin Buber, který jen nedlouho předtím imigroval do Palestiny z nacistického Německa. V následujících letech Liga vydala několik podobných manifestů a prosazovala židovsko-arabskou federaci. V roce 1942 na její aktivity navázala nová organizace nazvaná Ichud.